# Campeonato Mundial Júnior de Patinação Artística no Gelo de 2011
O Campeonato Mundial Júnior de Patinação Artística no Gelo de 2011 foi a trigésima sexta edição do Campeonato Mundial Júnior de Patinação Artística no Gelo, um evento anual de patinação artística no gelo organizado pela União Internacional de Patinação (em inglês:  International Skating Union) onde os patinadores artísticos competem pelo título de campeão mundial júnior. A competição foi disputada entre os dias 28 de fevereiro e 6 de março, na cidade de Gangneung, Coreia do Sul.

## Eventos
- Individual masculino
- Individual feminino
- Duplas
- Dança no gelo

## Medalhistas
| Evento                        | Ouro                                     | Prata                                            | Bronze                                            |
| Individual masculino detalhes | Andrei Rogozine · Canadá                 | Keiji Tanaka · Japão                             | Alexander Majorov · Suécia                        |
| Individual feminino detalhes  | Adelina Sotnikova · Rússia               | Elizaveta Tuktamysheva · Rússia                  | Agnes Zawadzki · Estados Unidos                   |
| Duplas detalhes               | Sui Wenjing · Han Cong · China           | Ksenia Stolbova · Fedor Klimov · Rússia          | Narumi Takahashi · Mervin Tran · Japão            |
| Dança no gelo detalhes        | Ksenia Monko · Kirill Khaliavin · Rússia | Ekaterina Pushkash · Jonathan Guerreiro · Rússia | Charlotte Lichtman · Dean Copely · Estados Unidos |

## Resultados

### Individual masculino
| Pos.                                                  | Nome                  | Nacionalidade    | Pontos | RP         | PC         | PL          |
| ----------------------------------------------------- | --------------------- | ---------------- | ------ | ---------- | ---------- | ----------- |
| Medalha de ouro                                       | Andrei Rogozine       | Canadá           | 200.13 | —          | 67.27 (3)  | 132.86 (2)  |
| Medalha de prata                                      | Keiji Tanaka          | Japão            | 196.98 | 128.56 (1) | 64.06 (6)  | 132.92 (1)  |
| Medalha de bronze                                     | Alexander Majorov     | Suécia           | 195.71 | —          | 67.12 (4)  | 128.59 (3)  |
| 4                                                     | Keegan Messing        | Estados Unidos   | 195.07 | —          | 72.58 (1)  | 122.49 (7)  |
| 5                                                     | Max Aaron             | Estados Unidos   | 193.92 | —          | 66.96 (5)  | 126.96 (4)  |
| 6                                                     | Yan Han               | China            | 187.49 | —          | 60.89 (8)  | 126.60 (5)  |
| 7                                                     | Jason Brown           | Estados Unidos   | 185.44 | —          | 62.64 (7)  | 122.80 (6)  |
| 8                                                     | Artur Dmitriev Jr     | Rússia           | 181.19 | 110.86 (3) | 68.91 (2)  | 112.28 (11) |
| 9                                                     | Gordei Gorshkov       | Rússia           | 177.34 | —          | 56.37 (14) | 120.97 (8)  |
| 10                                                    | Ryuichi Kihara        | Japão            | 175.72 | 123.07 (2) | 58.75 (12) | 116.97 (9)  |
| 11                                                    | Zhan Bush             | Rússia           | 174.92 | —          | 59.58 (10) | 115.34 (10) |
| 12                                                    | Abzal Rakimgaliev     | Cazaquistão      | 168.82 | —          | 60.48 (9)  | 108.34 (13) |
| 13                                                    | Jorik Hendrickx       | Bélgica          | 166.53 | —          | 57.89 (13) | 108.64 (12) |
| 14                                                    | Kento Nakamura        | Japão            | 158.13 | —          | 55.33 (15) | 102.80 (14) |
| 15                                                    | Stanislav Pertsov     | Ucrânia          | 154.48 | 84.34 (14) | 58.79 (11) | 95.69 (18)  |
| 16                                                    | Liu Jiaxing           | China            | 153.56 | —          | 54.88 (16) | 98.68 (16)  |
| 17                                                    | Romain Ponsart        | França           | 150.00 | —          | 50.92 (19) | 99.08 (15)  |
| 18                                                    | Viktor Romanenkov     | Estônia          | 144.87 | 98.39 (6)  | 49.63 (21) | 95.24 (19)  |
| 19                                                    | Petr Coufal           | República Tcheca | 144.03 | 102.93 (5) | 52.70 (17) | 91.33 (21)  |
| 20                                                    | Liam Firus            | Canadá           | 143.26 | 108.25 (4) | 46.90 (24) | 96.36 (17)  |
| 21                                                    | Denis Wieczorek       | Alemanha         | 142.01 | —          | 48.75 (22) | 93.26 (20)  |
| 22                                                    | Bela Papp             | Finlândia        | 138.63 | 97.60 (8)  | 49.77 (20) | 88.86 (22)  |
| 23                                                    | Vitali Luchanok       | Bielorrússia     | 138.27 | 86.02 (13) | 51.27 (18) | 87.00 (23)  |
| 24                                                    | Kamil Białas          | Polônia          | 133.44 | —          | 46.93 (23) | 86.51 (24)  |
| Não avançaram para a patinação livre / programa longo |                       |                  |        |            |            |             |
| 25                                                    | Tomi Pulkkinen        | Suíça            | —      | 96.19 (9)  | 46.82 (25) |             |
| 26                                                    | Saverio Giacomelli    | Itália           | —      | 95.76 (10) | 46.65 (26) |             |
| 27                                                    | Ondrej Spiegl         | Suécia           | —      | 92.01 (11) | 44.83 (27) |             |
| 28                                                    | Jordan Ju             | Taipé Chinesa    | —      | 87.85 (12) | 43.95 (28) |             |
| 29                                                    | Francesc Palau        | Espanha          | —      | —          | 43.49 (29) |             |
| 30                                                    | Lee Dong-Won          | Coreia do Sul    | —      | 97.99 (7)  | 42.25 (30) |             |
| Não avançaram para o programa curto                   |                       |                  |        |            |            |             |
| 31                                                    | Boyito Mulder         | Países Baixos    | —      | 80.43 (15) |            |             |
| 32                                                    | Harry Mattick         | Reino Unido      | —      | 79.32 (16) |            |             |
| 33                                                    | Brendan Kerry         | Austrália        | —      | 76.62 (17) |            |             |
| 34                                                    | Vlad Ionescu          | Romênia          | —      | 75.71 (18) |            |             |
| 35                                                    | Manol Atanassov       | Bulgária         | —      | 72.14 (19) |            |             |
| 36                                                    | Harry Hau Yin Lee     | Hong Kong        | —      | 69.67 (2)  |            |             |
| 37                                                    | Slavik Hayrapetyan    | Armênia          | —      | 68.49 (21) |            |             |
| 38                                                    | Saulius Ambrulevičius | Lituânia         | —      | 64.32 (22) |            |             |
| 39                                                    | Ryan Zhi Jwen Yee     | Malásia          | —      | 59.57 (23) |            |             |
| 40                                                    | Engin Ali Artan       | Turquia          | —      | 58.53 (24) |            |             |
| 41                                                    | Suchet Kongchim       | Tailândia        | —      | 53.34 (25) |            |             |
| 42                                                    | Armen Agaian          | Geórgia          | —      | 51.40 (26) |            |             |
| WD                                                    | Girts Jekabsons       | Letônia          | —      | — (WD)     |            |             |

### Individual feminino
| Pos.                                                  | Nome                     | Nacionalidade  | Pontos | RP         | PC         | PL         |
| ----------------------------------------------------- | ------------------------ | -------------- | ------ | ---------- | ---------- | ---------- |
| Medalha de ouro                                       | Adelina Sotnikova        | Rússia         | 174.96 | —          | 59.51 (1)  | 115.45 (1) |
| Medalha de prata                                      | Elizaveta Tuktamysheva   | Rússia         | 169.11 | —          | 58.60 (2)  | 110.51 (2) |
| Medalha de bronze                                     | Agnes Zawadzki           | Estados Unidos | 161.07 | —          | 53.17 (5)  | 107.90 (3) |
| 4                                                     | Christina Gao            | Estados Unidos | 155.27 | —          | 56.80 (3)  | 98.47 (6)  |
| 5                                                     | Risa Shoji               | Japão          | 151.27 | 89.24 (2)  | 51.49 (7)  | 99.78 (5)  |
| 6                                                     | Courtney Hicks           | Estados Unidos | 150.92 | —          | 49.98 (10) | 100.94 (4) |
| 7                                                     | Polina Shelepen          | Rússia         | 149.93 | —          | 56.58 (4)  | 93.35 (8)  |
| 8                                                     | Miyabi Oba               | Japão          | 148.62 | 91.84 (1)  | 51.82 (6)  | 96.80 (7)  |
| 9                                                     | Li Zijun                 | China          | 139.81 | 89.10 (3)  | 51.00 (8)  | 88.81 (10) |
| 10                                                    | Ira Vannut               | Bélgica        | 133.51 | 79.93 (5)  | 41.12 (18) | 92.39 (9)  |
| 11                                                    | Yretha Silete            | França         | 128.60 | —          | 50.24 (9)  | 78.36 (11) |
| 12                                                    | Yuki Nishino             | Japão          | 121.14 | —          | 46.09 (11) | 75.05 (15) |
| 13                                                    | Alice Garlisi            | Itália         | 119.61 | 75.73 (9)  | 43.67 (14) | 75.94 (14) |
| 14                                                    | Romy Bühler              | Suíça          | 119.22 | —          | 41.40 (16) | 77.82 (12) |
| 15                                                    | Gerli Liinamäe           | Estônia        | 117.86 | —          | 44.34 (12) | 73.52 (16) |
| 16                                                    | Juulia Turkkila          | Finlândia      | 115.78 | —          | 39.54 (21) | 76.24 (13) |
| 17                                                    | Victoria Hübler          | Áustria        | 111.91 | 69.65 (11) | 39.69 (20) | 72.22 (17) |
| 18                                                    | Monika Simančíková       | Eslováquia     | 109.53 | 76.81 (7)  | 39.71 (19) | 69.82 (19) |
| 19                                                    | Isabel Drescher          | Alemanha       | 109.48 | —          | 38.62 (22) | 70.86 (18) |
| 20                                                    | Patricia Gleščič         | Eslovênia      | 107.16 | 72.77 (10) | 41.39 (17) | 65.77 (22) |
| 21                                                    | Brooklee Han             | Austrália      | 106.98 | 68.49 (12) | 38.28 (23) | 68.70 (20) |
| 22                                                    | Nicole Schott            | Alemanha       | 106.54 | —          | 41.41 (15) | 65.13 (23) |
| 23                                                    | Lee Ho Jung              | Coreia do Sul  | 105.92 | 81.27 (4)  | 38.12 (24) | 67.80 (21) |
| 24                                                    | Isabelle M. Olsson       | Suécia         | 104.54 | —          | 43.69 (13) | 60.85 (24) |
| Não avançaram para a patinação livre / programa longo |                          |                |        |            |            |            |
| 25                                                    | Alexandra Najarro        | Canadá         | —      | —          | 37.04 (25) |            |
| 26                                                    | Sila Saygi               | Turquia        | —      | —          | 36.77 (26) |            |
| 27                                                    | Alexandra Kamieniecki    | Polônia        | —      | 78.19 (6)  | 36.71 (27) |            |
| 28                                                    | Alina Fjodorova          | Letônia        | —      | 75.82 (8)  | 35.99 (28) |            |
| 29                                                    | Anita Madsen             | Dinamarca      | —      | —          | 35.59 (29) |            |
| 30                                                    | Rebecka Emanuelsson      | Suécia         | —      | —          | 28.47 (30) |            |
| Não avançaram para o programa curto                   |                          |                |        |            |            |            |
| 31                                                    | Katie Powell             | Reino Unido    | —      | 65.54 (13) |            |            |
| 32                                                    | Rimgaile Meskaite        | Lituânia       | —      | 64.65 (14) |            |            |
| 33                                                    | Anne Line Gjersem        | Noruega        | —      | 62.70 (15) |            |            |
| 34                                                    | Alina Milevskaia         | Ucrânia        | —      | 62.36 (16) |            |            |
| 35                                                    | Vanessa Granier          | Canadá         | —      | 61.76 (17) |            |            |
| 36                                                    | Zhaira Costiniano        | Filipinas      | —      | 61.32 (18) |            |            |
| 37                                                    | Chelsea Rose Chiappa     | Hungria        | —      | 57.56 (19) |            |            |
| 38                                                    | Joyce den Hollander      | Países Baixos  | —      | 57.55 (20) |            |            |
| 39                                                    | Marta Grigoryan          | Armênia        | —      | 56.95 (21) |            |            |
| 40                                                    | Mimi Tanasorn Chindasook | Tailândia      | —      | 55.78 (22) |            |            |
| 41                                                    | Madelaine Parker         | Nova Zelândia  | —      | 55.50 (23) |            |            |
| 42                                                    | Reyna Hamui              | México         | —      | 55.09 (24) |            |            |
| 43                                                    | Celia Robledo            | Espanha        | —      | 53.42 (25) |            |            |
| 44                                                    | Margot Krisberg          | Israel         | —      | 51.71 (26) |            |            |
| 45                                                    | Nastassia Hrybko         | Bielorrússia   | —      | 51.45 (27) |            |            |
| 46                                                    | Daniela Stoeva           | Bulgária       | —      | 48.27 (28) |            |            |
| 47                                                    | Brittany Lau             | Singapura      | —      | 47.39 (29) |            |            |
| 48                                                    | Nadia Geldenhuys         | África do Sul  | —      | 45.67 (30) |            |            |
| 49                                                    | Kristina Prilepko        | Cazaquistão    | —      | 45.27 (31) |            |            |
| 50                                                    | Sumika Yamada            | Hong Kong      | —      | 43.76 (32) |            |            |
| 51                                                    | Sandra Ristivojevic      | Sérvia         | —      | 42.89 (33) |            |            |
| 52                                                    | Jiajen Hsieh             | Taipé Chinesa  | —      | 36.75 (34) |            |            |
| 53                                                    | Maral-Erdene Gansukh     | Mongólia       | —      | 31.93 (35) |            |            |
| 54                                                    | Siau Chian Ching         | Malásia        | —      | 29.42 (36) |            |            |

### Duplas
| Pos.                                                  | Nome                                    | Nacionalidade    | Pontos | PC         | PL         |
| ----------------------------------------------------- | --------------------------------------- | ---------------- | ------ | ---------- | ---------- |
| Medalha de ouro                                       | Sui Wenjing / Han Cong                  | China            | 167.01 | 59.16 (1)  | 107.85 (1) |
| Medalha de prata                                      | Ksenia Stolbova / Fedor Klimov          | Rússia           | 159.60 | 54.21 (3)  | 105.39 (2) |
| Medalha de bronze                                     | Narumi Takahashi / Mervin Tran          | Japão            | 154.52 | 57.85 (2)  | 96.67 (3)  |
| 4                                                     | Ashley Cain / Joshua Reagan             | Estados Unidos   | 135.40 | 43.74 (8)  | 91.66 (4)  |
| 5                                                     | Natasha Purich / Raymond Schultz        | Canadá           | 129.97 | 47.33 (4)  | 82.64 (6)  |
| 6                                                     | Brittany Jones / Kurtis Gaskell         | Canadá           | 129.28 | 44.64 (7)  | 84.64 (5)  |
| 7                                                     | Kristina Astakhova / Nikita Bochkov     | Rússia           | 118.75 | 46.67 (5)  | 72.08 (11) |
| 8                                                     | Klara Kadlecova / Petr Bidar            | República Tcheca | 117.24 | 42.90 (9)  | 74.34 (9)  |
| 9                                                     | Cassie Andrews / Timothy Leduc          | Estados Unidos   | 117.11 | 40.16 (11) | 76.95 (7)  |
| 10                                                    | Carolina Gillespie / Luca Dematte       | Itália           | 116.44 | 39.93 (12) | 76.51 (8)  |
| 11                                                    | Alexandra Vasilieva / Yuri Shevchuk     | Rússia           | 114.98 | 45.83 (6)  | 69.15 (12) |
| 12                                                    | Anaïs Morand / Timothy Leemann          | Suíça            | 113.30 | 40.74 (10) | 72.56 (10) |
| 13                                                    | Anna Khnychenkova / Mark Magyar         | Hungria          | 106.99 | 38.35 (13) | 68.64 (13) |
| 14                                                    | Magdalena Klatka / Radosław Chruściński | Polônia          | 103.13 | 37.03 (15) | 66.10 (14) |
| 15                                                    | Julia Lavrentieva / Yuri Rudik          | Ucrânia          | 102.29 | 37.21 (14) | 65.08 (15) |
| 16                                                    | Stina Martini / Severin Kiefer          | Áustria          | 96.53  | 35.78 (16) | 60.75 (16) |
| Não avançaram para a patinação livre / programa longo |                                         |                  |        |            |            |
| 17                                                    | Rachel Epstein / Dmitry Epstein         | Países Baixos    | —      | 35.53 (17) |            |
| 18                                                    | Maria Paliakova / Mikhail Fomichev      | Bielorrússia     | —      | 34.14 (18) |            |
| 19                                                    | Catherine Clement / James Hunt          | Reino Unido      | —      | 25.15 (19) |            |

### Dança no gelo
| Pos.                                     | Nome                                    | Nacionalidade    | Pontos | RP         | DC         | DL         |
| ---------------------------------------- | --------------------------------------- | ---------------- | ------ | ---------- | ---------- | ---------- |
| Medalha de ouro                          | Ksenia Monko / Kirill Khaliavin         | Rússia           | 144.16 | —          | 60.62 (1)  | 83.54 (1)  |
| Medalha de prata                         | Ekaterina Pushkash / Jonathan Guerreiro | Rússia           | 134.64 | —          | 55.76 (2)  | 78.88 (3)  |
| Medalha de bronze                        | Charlotte Lichtman / Dean Copely        | Estados Unidos   | 133.36 | —          | 55.28 (3)  | 78.08 (4)  |
| 4                                        | Tiffany Zahorski / Alexis Miart         | França           | 128.16 | —          | 48.96 (9)  | 79.20 (2)  |
| 5                                        | Nikola Višňová / Lukáš Csolley          | Eslováquia       | 126.07 | 66.67 (2)  | 52.00 (4)  | 74.07 (6)  |
| 6                                        | Evgenia Kosigina / Nikolai Moroshkin    | Rússia           | 125.43 | —          | 50.88 (6)  | 74.55 (5)  |
| 7                                        | Anastasia Cannuscio / Colin McManus     | Estados Unidos   | 122.90 | —          | 50.94 (5)  | 71.96 (8)  |
| 8                                        | Nicole Orford / Thomas Williams         | Canadá           | 122.22 | —          | 49.81 (8)  | 72.41 (7)  |
| 9                                        | Sara Hurtado / Adrià Díaz               | Espanha          | 120.41 | 64.42 (3)  | 48.84 (10) | 71.57 (10) |
| 10                                       | Irina Shtork / Taavi Rand               | Estônia          | 117.50 | 62.55 (4)  | 50.09 (7)  | 67.41 (12) |
| 11                                       | Lauri Bonacorsi / Travis Mager          | Estados Unidos   | 117.26 | —          | 48.63 (11) | 68.63 (11) |
| 12                                       | Gabriella Papadakis / Guillaume Cizeron | França           | 115.56 | 74.27 (1)  | 43.97 (15) | 71.59 (9)  |
| 13                                       | Anastasia Galyeta / Alexei Shumski      | Ucrânia          | 112.11 | —          | 48.45 (12) | 63.66 (14) |
| 14                                       | Ramona Elsener / Florian Roost          | Suíça            | 110.39 | 57.34 (8)  | 47.20 (13) | 63.19 (15) |
| 15                                       | Kelly Oliveira / Jordan Hockley         | Canadá           | 109.66 | —          | 45.14 (14) | 64.52 (13) |
| 16                                       | Dominique Dieck / Michael Zenkner       | Alemanha         | 102.68 | —          | 42.35 (16) | 60.33 (17) |
| 17                                       | Karina Uzurova / Ilias Ali              | Cazaquistão      | 101.98 | 58.41 (7)  | 41.70 (17) | 60.28 (18) |
| 18                                       | Charlotte Aiken / Josh Whidborne        | Reino Unido      | 101.42 | —          | 40.96 (18) | 60.46 (16) |
| 19                                       | Maria Nosulia / Evgen Kholoniuk         | Ucrânia          | 96.35  | 59.23 (5)  | 39.36 (19) | 56.99 (19) |
| 20                                       | Sofia Sforza / Francesco Fioretti       | Itália           | 89.36  | —          | 38.73 (20) | 50.63 (20) |
| Não avançaram para a dança livre / longa |                                         |                  |        |            |            |            |
| 21                                       | Zhang Yiyi / Wu Nan                     | China            | —      | 58.93 (6)  | 38.06 (21) |            |
| 22                                       | Baily Carroll / Peter Gerber            | Polônia          | —      | 53.37 (10) | 37.21 (22) |            |
| 23                                       | Viktoria Kavaleva / Yurii Bieliaiev     | Bielorrússia     | —      | 54.02 (9)  | 36.68 (23) |            |
| 24                                       | Kristina Tremasova / Dimitar Lichev     | Bulgária         | —      | 52.13 (11) | 32.56 (24) |            |
| WD                                       | Karolina Prochazkova / Michal Ceska     | República Tcheca | —      | —          | — (WD)     |            |
| Não avançaram para a dança curta         |                                         |                  |        |            |            |            |
| 26                                       | Olesia Karmi / Max Lindholm             | Finlândia        | —      | 51.91 (12) |            |            |
| 27                                       | Teressa Vellrath / Aleksandr Pirogov    | Lituânia         | —      | 50.50 (13) |            |            |
| 28                                       | Misato Komatsubara / Kokoro Mizutani    | Japão            | —      | 48.87 (14) |            |            |
| 29                                       | Ekaterina Bugrov / Vasili Rogov         | Israel           | —      | 48.75 (15) |            |            |
| 30                                       | Cagla Demirsal / Berk Akalin            | Turquia          | —      | 48.42 (16) |            |            |
| 31                                       | Ksenia Pecherkina / Aleksander Jakushin | Letônia          | —      | 48.28 (17) |            |            |
| 32                                       | Kimberley Hew-Low / Cameron Hemmert     | Austrália        | —      | 36.48 (18) |            |            |
| 33                                       | Ayesha Yigit / Shane Speden             | Nova Zelândia    | —      | 36.25 (19) |            |            |

## Quadro de medalhas
| Ordem | País           | Medalha de ouro | Medalha de prata | Medalha de bronze |    | Ordem por total |
| ----- | -------------- | --------------- | ---------------- | ----------------- | -- | --------------- |
| 1     | Rússia         | 2               | 3                |                   | 5  | 1               |
| 2     | Canadá         | 1               |                  |                   | 1  | 4               |
| 2     | China          | 1               |                  |                   | 1  | 4               |
| 4     | Japão          |                 | 1                | 1                 | 2  | 2               |
| 5     | Estados Unidos |                 |                  | 2                 | 2  | 2               |
| 6     | Canadá         |                 |                  | 1                 | 1  | 4               |
| TOTAL | TOTAL          | 4               | 4                | 4                 | 12 | —               |